# Igreja de São Ahudemmeh
A Igreja de Saint Ahudemmeh, também conhecida como a Igreja Verde, era uma igreja siríaca ortodoxa em Tikrit, Iraque. A igreja foi destruída por militantes do Estado Islâmico em 25 de setembro de 2014.

## História

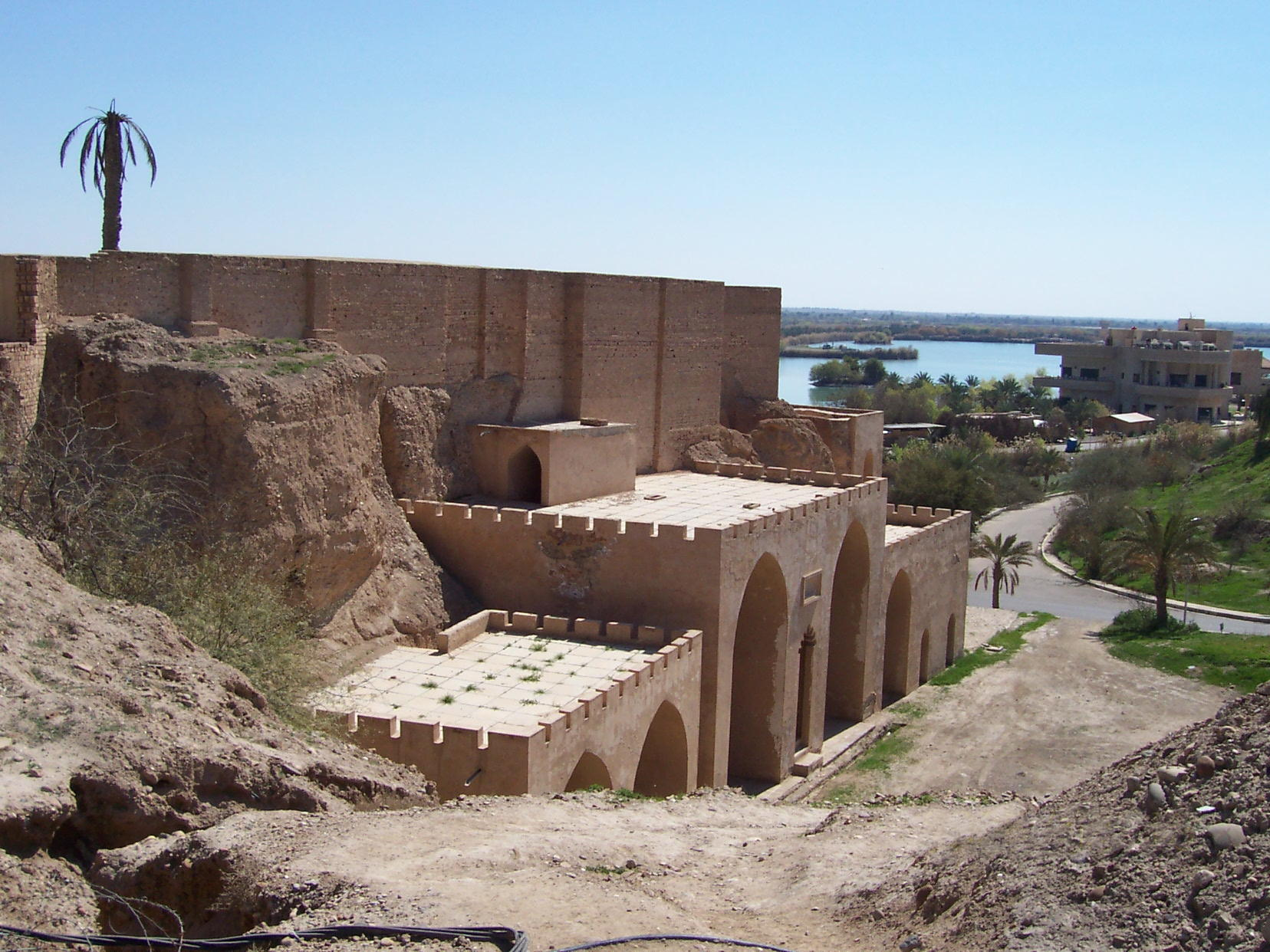
Visão geral em 2005.

A igreja foi construída por Denha II, Mafriano do Oriente, em 700 dC, e foi dedicada a Santo Ahudemmeh. Denha II e seus sucessores João II, Daniel, Tomás I e Basílio III foram sepultados na igreja. Dinkha de Tikrit debateu teologia e filosofia com Al-Masudi na igreja em 925.
Em 1089, a igreja foi saqueada e destruída pelo governador de Tikrit, mas foi restaurada em 1112. Os cristãos se refugiaram na igreja durante a invasão mongol do Iraque em 1258, onde foram massacrados e poucos escaparam.
A igreja foi escavada pelo Serviço Arqueológico Iraquiano na década de 1990, e vários caixões foram descobertos, incluindo o de Anaseous, bispo de Tikrit. Em 2000, Saddam Hussein mandou restaurar a igreja devido ao seu estado degradado. Em 25 de setembro de 2014, a igreja foi destruída por militantes do Estado Islâmico com dispositivos explosivos improvisados.